# 久常涼
久常 涼 (ひさつね りょう、2002年9月9日-)は、日本のプロゴルファー。現在はPGAツアーとDPワールドツアーのメンバー。

## 経歴
久常は岡山県津山市出身。2020年にプロ転向。2020–21シーズンのAbemaTVツアーで賞金王。2022年のASO飯塚チャレンジドゴルフトーナメントで2位タイ。その後ヨーロピアンツアーQスクールを受験し、7位タイでフィニッシュし、資格を得る。2週間後、フォーティネット・オーストラリアPGA選手権ではキャメロン・スミスに3打差の2位タイでフィニッシュした。
2023年にはカズー・オープン・ド・フランスでヨーロピアンツアーでは日本人3人目の優勝を果たし、同年度のDPワールドツアー最優秀新人に選出された。